# Wermsdorf
Wermsdorf es un municipio situado en el distrito de Sajonia Septentrional, en el estado federado de Sajonia (Alemania), a una altitud de 185 metros. Su población a finales de 2016 era de unos 5300 habitantes y su densidad poblacional, 53 hab/km².